# Isabelle de Charrière
Isabelle de Charrière (født Isabella Agneta Elisabeth van Tuyll van Serooskerken 20. oktober 1740 på slottet Zuylen nær Utrecht, død 27. december 1805 i Colombier, også kendt som Belle van Zuylen i Holland og som Madame de Charrière, var en fransksproget forfatter, brevskriver og komponist, som efter sit ægteskab i 1771 var fast bosat i Schweiz. Hun skrev romaner, artikler, pamfletter og teatertekster, men er mest kendt for sin omfattende brevveksling med flere af tidens intellektuelle. Hendes interesser var et bredt udsnit af samfundsmæssige og politiska emneområder, og hendes værk om den franske revolution betegnes som specielt interessant.
Isabelle van Tuyll van Serooskerken var datter af adelsmanden Diederik Jacob van Tuyll van Serooskerken (1707–1776) og hans hustru Helena Jacoba de Vicq (1724–1768), som var af borgerlig herkomst. Isabelle var den ældste af syv søskende og hun fik en langt bedre uddannelse end det var normalt for en pige. Efter årelange besøg i Frankrig og Schweiz omkring 1750 var fransk blevet hendes hovedsprog. Det har medvirket til, at hendes skrifter ikke er nær så kendte i hendes hjemland som i de fransktalende lande.
Da Isabelle var omkring 14 år gammel blev hun forelsket i den romersk-katolske polske greve Peter Donhöff, som imidlertid ikke nærede de samme følelser for hende, og skuffelsen herover fik hende til at forlade Utrecht og holde sig væk herfra i halvandet år.

Hun vægrede sig i lang tid imod at gifte sig; hun betragtede godt nok ægteskabet som et middel til at opnå en vis frihed, men hun ønskede kun at gifte sig af kærlighed. I 1771 giftede hun sig med sin brors tidligere privatlærer, schweizeren Charles-Emmanuel de Charrière de Penthaz, og parret bosatte sig med flere familiemedlemmer (deriblandt to af hendes yngre søstre) på Le Pontet i Colombier nær Neuchâtel i Schweiz. Derfra aflagde de ofte besøg i Geneve og Paris, hvor Isabelle var en velkendt skikkelse.
Isabelle de Charrière er først og fremmest kendt for sin korrespondance med flere af tidens intellektuelle som forfatterne James Boswell (fra 1762) og Benjamin Constant (fra 1786) samt Constants farbror, officeren David Louis de Constant d'Hermenches (1760). Boswell var i øvrigt så betaget af Isabelle, at han friede til hende før hun blev gift, men hun afslog med en forklaring om, at hun "ikke havde talent for underkastelse".
I sine skrifter behandler hun religiøse tvivlsspørgsmål, adelsvæsenet, uddannelse af kvinder og politiske emner. Hun udgav satireromanen Le Noble, conte Moral om adelen (1763), som blev trukket tilbage fra boghandlerne af hendes forældre.

Blandt hendes udgivelser er brevromanerne Lettres neuchâteloises og Lettres de Mistriss Henley publiée par son amie (1784), en pamflet om den politiske situation i Nederlandene (1788), et værk om Jean-Jacques Rousseau ligesom hun medvirkede ved en postum udgivelse af Rousseaus værk Les Confessions (Bekendelser) (1789). Hun skrev kritisk om de landsflygtige franske aristokrater, som flyttede til Neuchâtel og hævdede, at de intet havde lært af den franske revolution; men samtidig kritiserede hun dog også den vold, der var under revolutionen.

## Oversættelser
- Kirsten Hofstätter, Mette Müllertz, Karen Pontoppidan, Anebilleder. En antologi om otte kvindelige forfattere, [Indhold: Den højadelige ; Mistriss Henley / Isabelle de Charrière. Vandringer i London ; Arbejdernes Union / Flora Tristan. Påskebreve, 1863 / Fanny Lewald Stahr. Husmoderen skal spare / Camilla Collett. Bort fra hjemmet / Minna Canth. Tre drømme i ørkenen / Olive Schreiner. En PyrrhusAdda Ravnkilde. Ligestilling ; Sonja Kovalevsky / Anne Charlotte Leffler. Efterskrift : det kvindelige genis dilemma / Else Cederborg. Omslag af Leif Jensen efter maleri af Jens Juel.] København, Hønsetryk I samarbejde med Nyt Dansk Litteraturselskab, 1980 Sider 231.

## korrespondance
- Boswell I Holland, 1763-1764. J. Kastor Hansen (oversætte),  Martins Forlag, København, 1952